# Onarion masneri
Onarion masneri là một loài tò vò trong họ Ichneumonidae.